# Dictyneis campanensis
Dictyneis campanensis es una especie de insecto coleóptero de la familia Chrysomelidae.
Fue descrita científicamente en 1991 por Jerez R.

## Tipos
- Dictyneis brevispinus
- Dictyneis campanensis
- Dictyneis parvus